# 河出书房新社
河出书房新社（日语：河出書房新社），位于日本东京都涩谷区千驮谷，为日本著名的出版社之一。

## 历史
1886年（明治19年），河出静一郎在日本桥创立了成美堂书店，它是河出书房新社的前身，当初主要出版教科书和参考书。1933年（昭和8年），第二任老板河出孝雄将书店改名为“河出书房”。1945年（昭和20年），书店在东京大轰炸中被炸毁，新址搬迁到千代田区神田小川町。1977年（昭和52年），书店再次搬迁到新宿区住吉町。今新址位于位于日本东京都涩谷区千驮谷。

## 主办刊物
河出书房主要杂志是《文艺》，书籍是《河出文库》系列。